# Máquina de fiar Jenny

Um modelo da Spinning Jenny no Museu do Início da Industrialização, em Wuppertal, Alemanha.

A máquina de fiar Jenny (em inglês:  Spinning Jenny) é uma máquina de fiação multi-fusos e que foi um dos principais desenvolvimentos na industrialização do tecido durante a Revolução Industrial inicial. Foi inventado em 1764 por James Hargreaves em Stanhill, Oswaldtwistle, Lancashire, na Inglaterra. O dispositivo reduziu a quantidade de trabalho necessário para produzir tecido, tornou um trabalhador capaz de trabalhar com oito ou mais fusos ao mesmo tempo. A quantidade de fusos era inicialmente oito, sendo que cresceu até 120 fusos, à medida que a tecnologia avançava. O fio produzido pela Spinning Jenny não era muito resistente, até que Richard Arkwright inventou a "Water Frame", alimentado com água, que produzia fios mais finos e resistentes do que a Spinning Jenny. Iniciou o sistema da fábrica.

## História
A Spinning Jenny foi inventada em 1764 pelo inglês James Hargreaves. Ele nasceu em Oswaldtwistle, perto de Blackburn, por volta de 1720. Blackburn era uma cidade com uma população de cerca de 5.000 habitantes, conhecida pela produção de "Blackburn Greys", tecidos de urdidura de linho e trama de algodão, inicialmente importados da Índia. Eles geralmente eram enviados para Londres para serem estampados.
A lançadeira transportadora, criada por John Kay em 1733, aumentou a produtividade de tecidos, aumentando assim a demanda de fios pelos tecelões. Na época, a produção de fios de algodão não conseguia acompanhar a demanda da indústria têxtil, e Hargreaves passou algum tempo pensando em uma forma de melhorar o processo. A criação da Spinning Jenny poderia fornecer essa demanda, aumentando ainda mais a produtividade da fiação. Entretanto, a máquina produziu fios grossos e pouco resistentes.

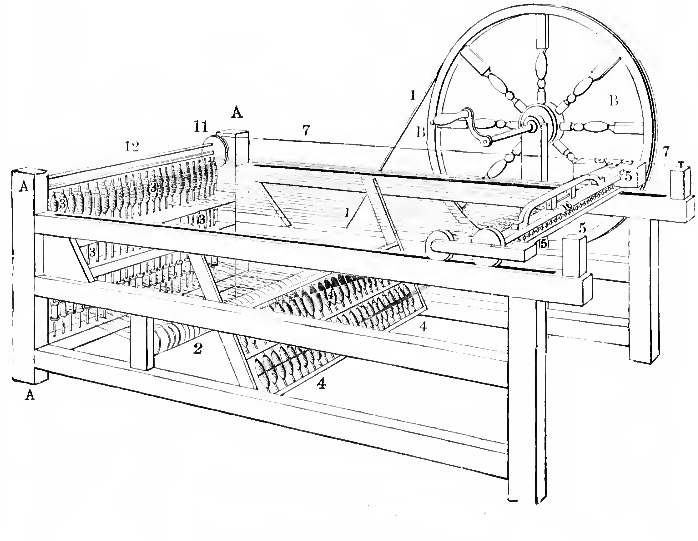
A melhoria da spinning jenny, que foi utilizada em fábricas têxteis.

### Componentes
A ideia foi desenvolvida por Hargreaves como uma armação de metal com oito fusos de madeira em uma extremidade. Um conjunto de oito mechas de fibras foi anexado a uma viga. As mechas, quando estendidas, passavam por duas barras horizontais de madeira que poderiam ser unidas. Essas barras podem ser desenhadas ao longo da parte superior do quadro pela mão esquerda do trabalhador, estendendo assim o fio. O trabalhador usa sua a mão direita para girar rapidamente uma roda que faz com que todos os eixos girem, e o fio é assim fiado. Quando as barras são retornadas, o fio é enrolado no fuso. Um fio de prensagem foi usado para guiar os fios no lugar certo no fuso.

### A política de algodão
No século XVII, a Inglaterra era famosa por suas peças de lã e de tecidos penteados. A indústria centrava-se ao leste e ao sul, em cidades como Norwich, que zelosamente protegia o seu produto. O processamento de algodão era muito pequeno: em 1701, apenas 1.985.868 libras (900.755 kg) de algodão foram importadas para Inglaterra, e por volta de 1730 este número caiu para 1.545.472 libras (701.014 kg). Isto ocorreu devido à legislação comercial criada para proteger uma indústria de lanifícios. As cópias baratas de chita, importadas pela Companhia Britânica das Índias Orientais de "Hindustão", tornaram-se populares. Em 1700, uma lei do Parlamento foi aprovada para evitar a importação de tecidos tingidos ou estampados da Índia, China ou Pérsia. Isso fez o tecido cinza (calicô que não tinha sido acabado, tingido ou estampado) ser importado, e estes foram estampados no sul da Inglaterra com padrões populares. Os empresários de Lancashire produziram o tecido cinza com urdidura de linho e trama de algodão, que eles enviaram para Londres para serem acabados. As importações de lã de algodão recuperaram-se e, em 1720, quase chegaram aos níveis de 1701. Mais uma vez, os fabricantes de lã, no verdadeiro estilo protecionista, alegaram que isso retirava empregos dos trabalhadores em Coventry. Outra lei foi aprovada, para multar qualquer pessoa que utilizasse o calicô tingido ou estampado; musselinas, gravatas e fustiões foram isentos. Foi essa isenção que os fabricantes da Lancashire exploraram.
O uso de trama de algodão colorido, com urdidura de linho, foi permitido no Ato de Manchester de 1736. Agora havia uma demanda artificial de tecido. Em 1764, importaram-se 3.870.392 libras (1.755.580 kg) de algodão.

### A economia do Norte da Inglaterra, em 1750
Na Inglaterra, antes dos canais e das rodovias, a única maneira de transportar mercadorias como calicôs, tecidos largos ou algodão era em cavalos de carga. Os cavalos de carga viajavam ao longo de uma rede de trilhas. Um comerciante ficava longe de casa a maior parte do ano, levando seus ganhos em dinheiro na bolsa da sela. Mais tarde, uma série de negociantes trabalhariam para o comerciante, levando mercadorias para atacadistas e clientes em outras cidades, e com eles iriam amostras de livros.
Antes de 1720, o tecelão de teares manuais passava parte do dia visitando vizinhos e comprando qualquer trama que eles possuíssem. Cardar e girar poderia ser a única renda para uma família, ou parte dela. A família podia cultivar alguns hectares e cardar, fiar e tecer lã e algodão. Foram necessários três cardadores para fornecer a mecha para uma fiandeira e até três fiandeiras para fornecer o fio para um tecelão. O processo era contínuo e feito por ambos os sexos, do mais novo ao mais velho. O tecelão ia uma vez por semana para o mercado com seus produtos e os colocava à venda.
Uma mudança ocorreu em 1740, quando os mestres fustianos distribuíram algodão cru e urdiduras aos tecelões e retornaram para coletar o tecido acabado. O tecelão organizou a cardagem, fiação e tecelagem de acordo com as especificações do mestre. O mestre então, tingia ou estampava o pano cinza e o levava aos lojistas. Dez anos depois, isso mudou e os mestres fustianos eram homens intermediários, que coletavam o tecido cinza e o levavam ao mercado em Manchester, onde era vendido para aos mercadores que organizaram o acabamento do tecido.
Em 1733, John Kay começou a melhorar o tear. Ele melhorou a palheta e inventou a lançadeira, as caixas de transporte e o seletor que, juntos, permitiam a um tecelão dobrar sua produção. Esta invenção é comumente chamada de lançadeira voadora. Em 1738, John encontrou-se com oposição violenta e fugiu de Lancashire para Leeds. Embora os trabalhadores pensassem que isso era uma ameaça aos seus empregos, a lançadeira voadora foi adotada e houve pressão para acelerar a cardagem e a fiação.
A escassez de fios para alimentar os teares mais eficientes proporcionou a motivação para desenvolver técnicas de fiação mais produtivas, como a Spinning Jenny, e desencadeou o início da Revolução Industrial.

## Sucesso
Hargreaves manteve a máquina em segredo por algum tempo, mas produziu uma série delas para sua própria indústria em crescimento. O preço do fio caiu, irritando a grande comunidade de fiação em Blackburn. Trabalhadores revoltados invadiram a casa da família Hargreaves e destruíram suas máquinas, forçando-os a fugirem para Nottingham, em 1768. Este era um centro para a indústria de meias e sedas, algodão e lã tricotada. Lá, ele montou uma fábrica, produzindo Jennyes em segredo para o senhor Shipley, com a ajuda de um marceneiro chamado Thomas James. Ele e James criaram um negócio têxtil na Mill Street. Em 12 de julho de 1770, Hargreaves tirou uma patente (nº 962) sobre sua invenção, a Spinning Jenny - uma máquina para fiar, trefilar e torcer algodão. Nesta épica, vários fiandeiros estavam utilizando cópias da Spinning Jenny em Lancashire, e Hargreaves avisou que ele estava levando uma ação judicial contra eles. Os fabricantes se encontraram e ofereceram a Hargreaves um valor de £ 3.000. Ele primeiro exigiu £ 7.000, e se destacou por £ 4.000, mas o caso se desfez quando souberam que ele havia vendido várias no passado.
A Spinning Jenny teve sucesso porque tinha mais de novelo de fio, fazendo mais fios em um curto período de tempo e reduzindo o custo total. A Spinning Jenny não teria tido tanto sucesso se a lançadeira voadora não tivesse sido inventada e instalada em fábricas de têxteis. Seu sucesso foi limitado, pois exigia que as mechas fossem preparadas em uma roda, e isso era limitado pela necessidade de cardar manualmente. A Spinning Jenny permaneceu comum na indústria de algodão e fustão até cerca de 1810 , sendo substituída pela Spinning Mule, criada em 1779 por Samuel Crompton.

## Origem e mito
A história mais comum sobre a invenção da máquina de fiar e da origem do nome Jenny é que uma filha de Hargreaves (ou sua esposa) chamada Jenny, derrubou uma das suas próprias rodas de fiar. A roda, no chão, continuou funcionando normalmente, com o fuso agora apontado na posição vertical. Hargreaves percebeu que não havia nenhuma razão específica para que os fusos precisassem ficar na posição horizontal, como sempre foram, e ele poderia posicioná-los verticalmente.
Diz-se que o nome deriva dessa história. Os registros da Igreja Kirk mostram que Hargreaves tinha várias filhas, mas nenhuma chamada Jenny (nem sua esposa).
Uma explicação mais provável sobre o nome é que Jenny era uma abreviatura de motor (em inglês: engine).
Thomas Highs de Leigh afirmou ser o inventor e a história é repetida usando o nome de sua mulher.
Outro mito tem Thomas Earnshaw inventando um dispositivo giratório de uma descrição similar, mas destruindo-o depois de temer que ele pudesse tirar o pão dos pobres.